# Ecuație
În matematică, o ecuație este o propoziție logică ce stabilește o relație între două expresii matematice care sunt egale (o identitate) doar pentru anumite valori ale variabilelor implicate în acestea (sau chiar pentru nici o valoare). Valorile variabilelor pentru care egalitatea este adevărată poartă numele de soluții. Propozițiile matematice care definesc ecuațiile pot avea o valoare de adevăr: adevărul (dacă au cel puțin o soluție) sau falsul (dacă nu au soluție).
Ecuațiile pot apărea la nivel elementar, în operațiile aritmetice elementare, când cere se cere inversarea unei operații, de exemplu de adunare a unor numere naturale, prin scădere, de exemplu cât adunat cu 3 dă 8.
De exemplu:
{\displaystyle (x+1)^{2}=x^{2}+2x+1,\,}
este o identitate, care este adevărată pentru orice valoare a variabilei x, în timp ce
{\displaystyle x^{2}-5x+6=0,\,}
este o ecuație algebrică (fiind simultan și una polinomială) de grad doi (întrucât necunoscuta sau variabila este la puterea a doua), ale cărei soluții sunt x = 2 și x = 3. (Pentru soluțiile unei astfel de ecuații, care se numește ecuație de gradul doi, există o formulă standard de rezolvare, prezentată în manualele de algebră:
{\displaystyle x_{1,2}={\frac {-b\pm {\sqrt {b^{2}-4ac}}}{2a}}})
În sensul discuției de față, literele de la începutul alfabetului, cum ar fi a, b, c, ... sunt considerate constante, în timp ce literele de la sfârșitul alfabetului, x, y, z, ... sunt de obicei variabile. Astfel, pentru a rezolva o ecuație, acele valori ale variabilelor care sunt soluții trebuie exprimate în funcție de constantele care apar în ecuație. Această convenție a fost inițiată de Descartes.
Noțiunea de ecuație poate apărea în legătură cu orice operație matematică (ce constituie o structură matematică). Operația unui grup (sau monoid) poate fi efectuată repetitiv, permițând folosirea exponenților numerici întregi pentru indicarea numărului termenilor identici ai operației repetate. Folosirea exponentului permite folosirea noțiunii de logaritm, sub formă de logaritm discret..
Ecuațiile pot fi folosite in calculul unor mărimi.

## Diferite tipuri de ecuații
- Ecuații algebrice
- Ecuații transcendente
- Ecuații diferențiale
- Ecuații integrale
- Ecuații cu derivate parțiale